# Antocianina 5-O-glucoside 6'''-O-maloniltransferasi
La antocianina 5-O-glucoside 6′′′-O-maloniltransferasi è un enzima appartenente alla classe delle transferasi, che catalizza la seguente reazione:
malonil-CoA + pelargonidina 3-O-(6-caffeoil-β-D-glucoside) 5-O-β-D-glucoside ⇄ CoA + 4′′′-demalonilsalvianina
L'enzima è specifico per il penultimo passaggio della biosintesi di salvianina. L'enzima catalizza anche la malonilazione della scisonina a malonilscisonina, o cianidina 3-O-(6′′-O-p-cumaril-β-D-glucoside)-5-(6′′′-O-malonil-β-D-glucoside). 
La 4′′′-demalonilsalvianina, la salvianina, la pelargonidina 3,5-diglucoside e la delfinidina 3,5-diglucoside non possono agire come substrati.